# Ramsay Street
Ramsay Street es una calle de ficción situada en el suburbio ficticio Erinsboirough, que aparece en la serie australiana Neighbours. Este se encuentra conformado por seis casas situadas en el extremo cerrado de una calle sin salida. El nombre de la calle honra a la familia Ramsay. El ficticio código postal de la calle es 3751, el cual se puede ver en el episodio 5190 cuando Paul Robinson muestra su licencia de conducir. Sin embargo en el episodio 5620, se muestra otro código postal, el 9751, escrito en un sobre.
Las localizaciones de exterior utilizadas para la calle Ramsay, son de Pin Oak Court en Vermont del Sur; las escenas de interior son grabadas en un estudio.

## Residencias

### Casa N.º 22

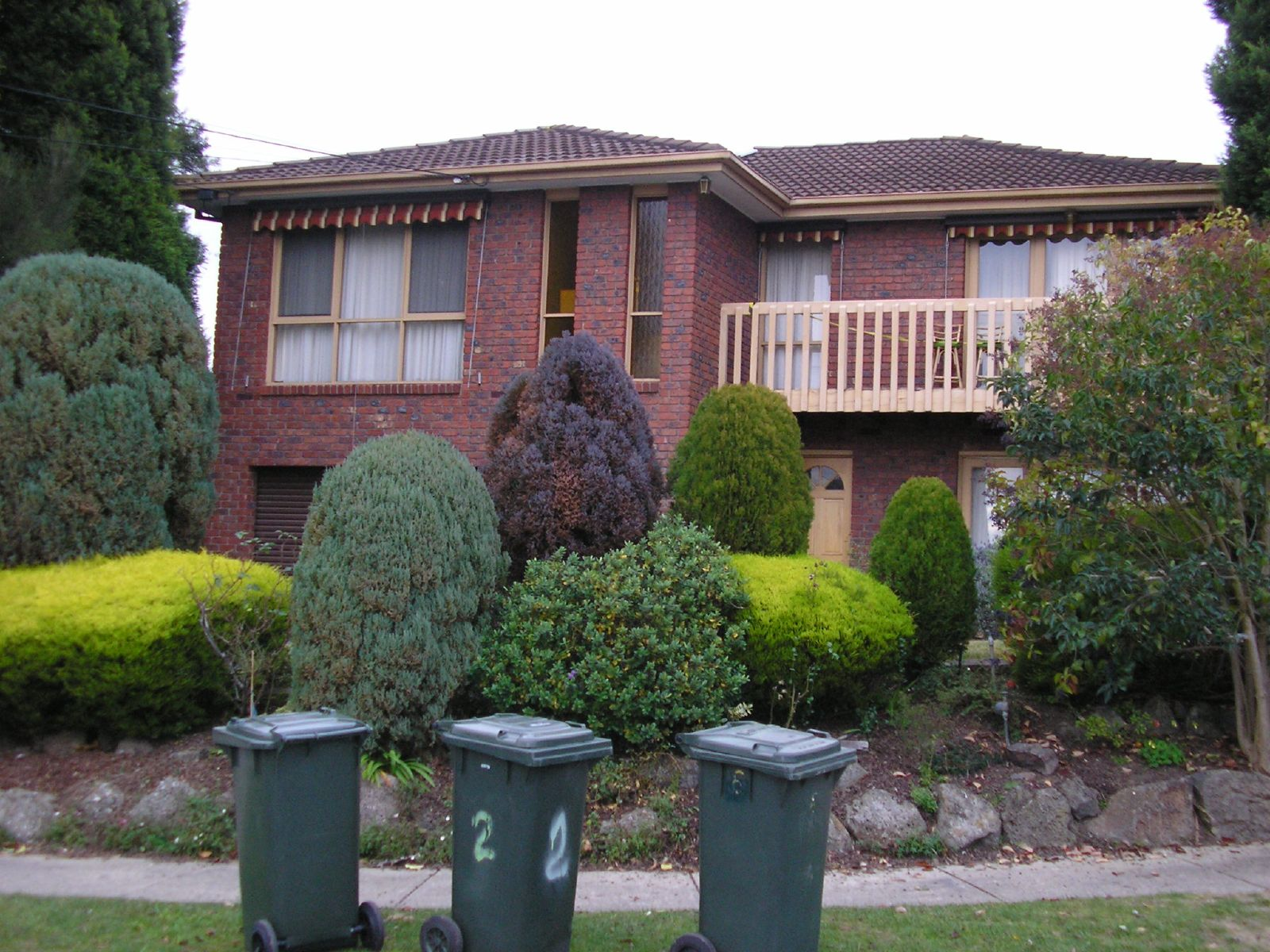
Casa no. 22 donde la familia Willis vive

Elle Robinson era la dueña de la casa. En el 2008 Elle se convirtió en la tutora legal de Donna Freedman, luego de que su padre la dejara sola, en diciembre sus hermanos Simon y Tegan Reedman se mudaron con ella, luego se mudaron con su abuela para huir de su madre Cassandra. Lucas Fitzgerald vivió ahí cuando comenzó una relación con Elle.
En 2009 Paul Robinson le compró la casa a su hija Elle antes de que esta dejara Erinsborough para aceptar un trabajo como periodista en Nueva York. Actualmente la casa está ocupada por su padre Paul, su esposa Rebecca Napier, su hijo Declan Napier, la hija de este con Bridget Parker, India Napier, Donna Freedman y el gato de Elle, Cat.
En 2010 cuando el hijo más joven de Paul, Andrew Robinson regresó a la calle Ramsay, se mudó con su padre. Después de que Donna y Ringo se casaran Donna se mudó con los Kennedy. En marzo del 2011 Rebecca, Declan e India se mudaron a Portugal.
En 2013 Brad regresó a Erinsborough y se mudó a la casa con su esposa Terese y sus hijos Joshua e Imogen.

#### Residentes actuales
| Actor              | Personaje     | Duración                                  |
| ------------------ | ------------- | ----------------------------------------- |
| Stefan Dennis      | Paul Robinson | 1987 - 1992, 2005 - 2013, 2016 - presente |
| Rebekah Elmaloglou | Terese Willis | 2013 - presente                           |
| Harley Bonner      | Joshua Willis | 2013 - presente                           |
| Ariel Kaplan       | Imogen Willis | 2013 - presente                           |
| Mavournee Hazel    | Piper Willis  | 2015 - presente                           |

### Casa N.º 24

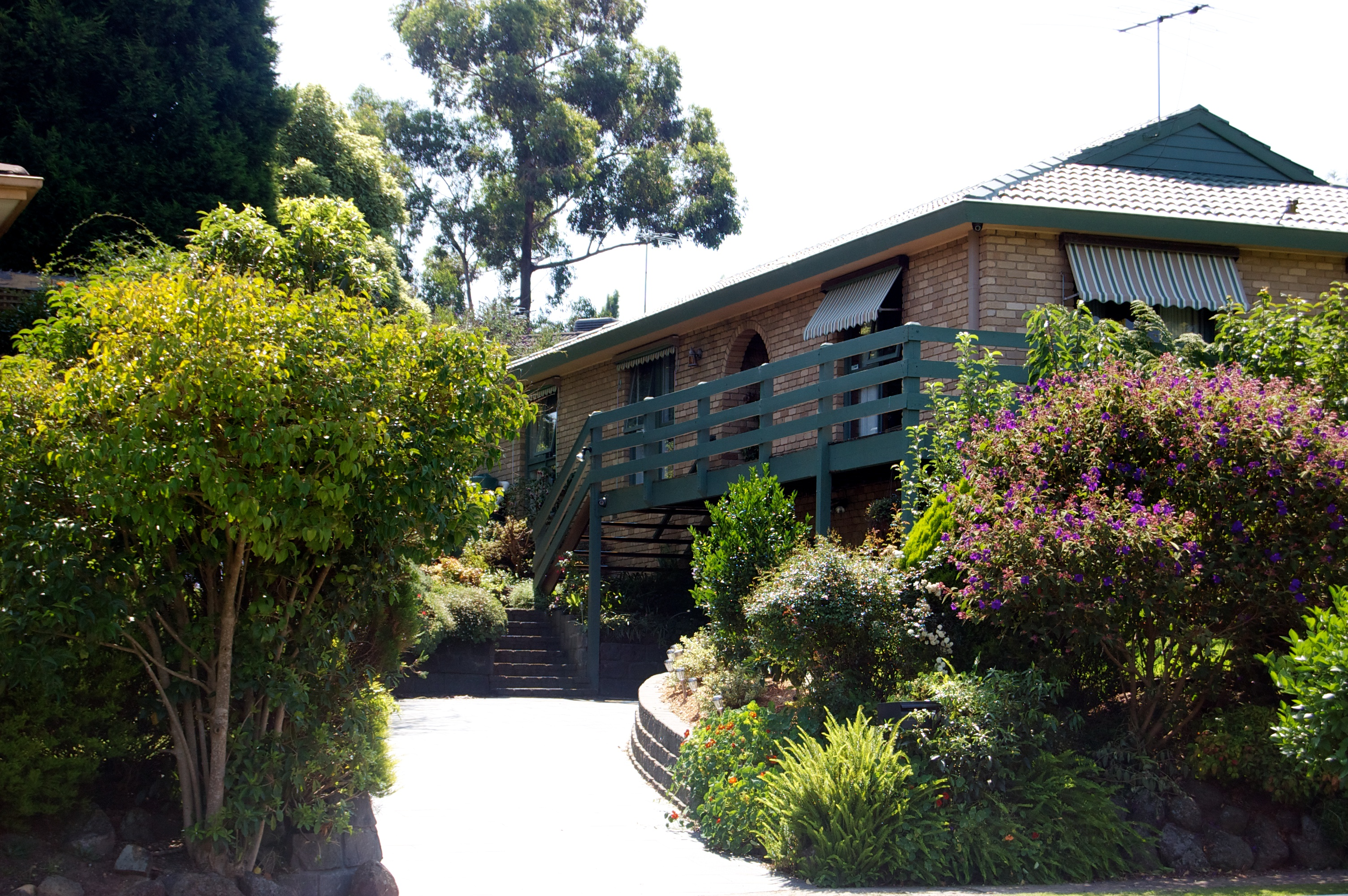
Casa no. 24, donde Harold vivía ubicada en Pin Oak Court, Vermont South.

Harold Bishop donó la casa para el Ejército de Salvación para las familias que la necesitaran. Actualmente la casa esta ocupada por las sobrinas de Paul Robinson, Kate y Sophie Ramsay, quienes quedaron huérfanos cuando su madre Jill Ramsay, la media hermana de Paul, muriera luego de ser atropellada por un coche que se dio a la fuga. 
En 2009 Lou se mudó con los Ramsay luego de convertirse en su tutor legal.
Harry Ramsay el hermano menor de Kate y mayor de Sophie dejó Erinsborough en junio del 2010 después de obtener una beca en baloncesto e irse a Sídney. Más tarde Kate y Sophie comienzan a buscar un nuevo inquilino y terminan aceptando a Lucas. En el 2012 la familia Kapoor: Ajay, Priya y su hija Rani se mudaron a la casa, lamentablemente Priya murió en el 2013. En julio del mismo año Ajay y Rani decidieron mudarse a la India.
En el 2014 cuando Mark Brennan regresa a Erinsborough se muda a la casa.

#### Residentes actuales
| Actor          | Personaje       | Duración        |
| -------------- | --------------- | --------------- |
| Scott McGregor | Mark Brennan    | 2014 - presente |
| Travis Burns   | Tyler Brennan   | 2015 - presente |
| Matt Wilson    | Aaron Brennan   | 2015 - presente |
| Tim Phillipps  | Daniel Robinson | 2015 - presente |

### Casa N.º 26

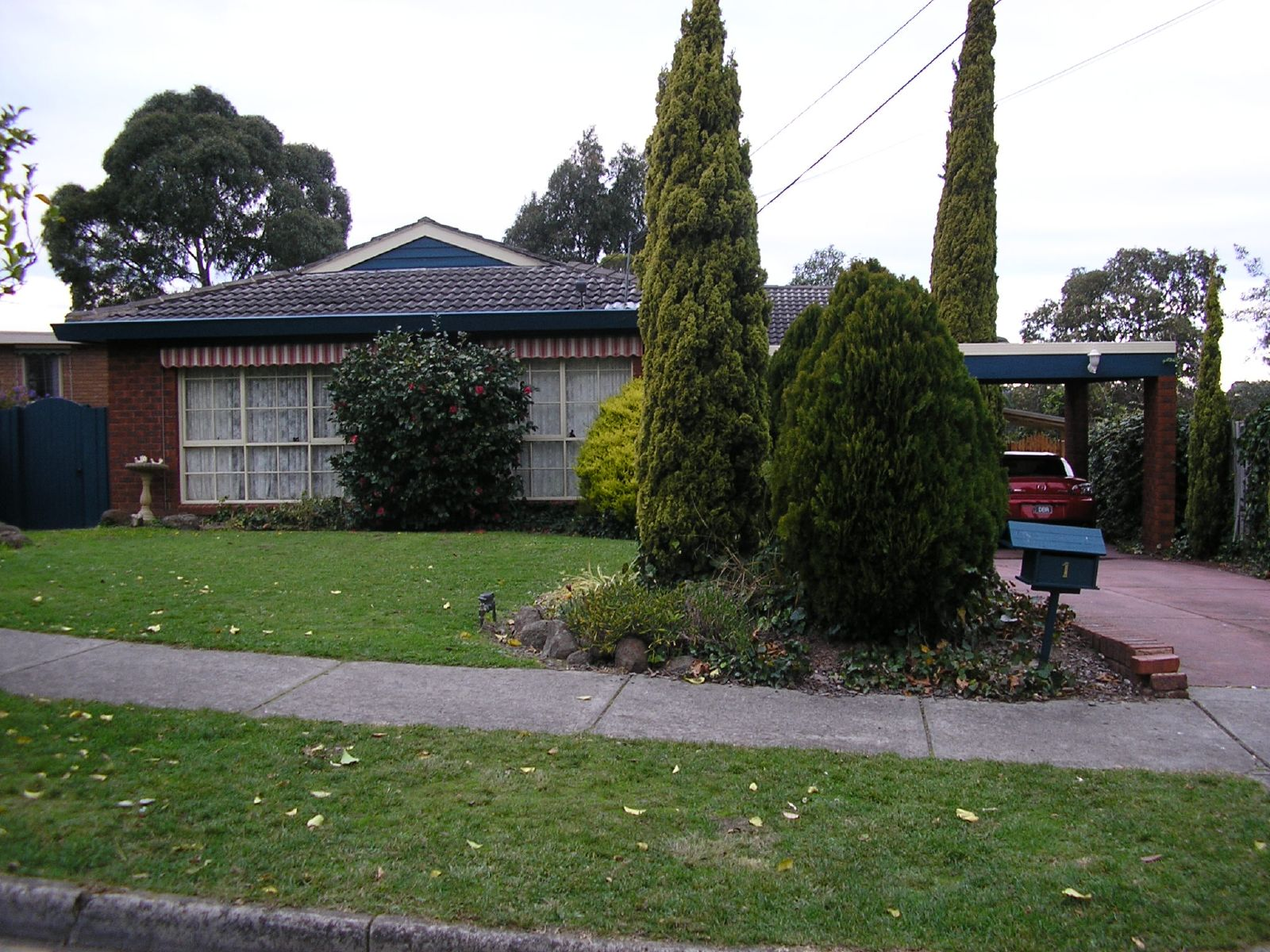
Casa no. 26 donde actualmente la familia Canning vive

En 2009 Stephanie Scully le compró la casa a Steve y Miranda Parker, luego de que ellos se mudaran a Oakey tras la muerte de su hija adoptiva Bridget Parker. Steph vivió ahí con su madre Lyn Scully, su pequeño hermano Oscar y el perro de la familia Harvey.
Tras su regreso de Nueva York, Lou Carpenter vivió ahí, sin embargo se mudó en octubre del 2009 luego de que Lyn le pusiera como condición para recontratarlo en la tienda Harold; así que Lou se mudó a la residencia número 30. En el 2010 cuando Summer Hoyland, la nieta de Lyn e hijastra de Stephanie llegó a la calle Ramsay, Lyn encantada la invitó a mudarse con ella.
Después de que Steph y Toadie se casaran para ocultar que el bebé que estaba esperando Steph en realidad era del en aquel entonces esposo de Libby, Dan Fitzgerald, Steph se mudó con Toadie a la casa número 30; sin embargo cuando la verdad se reveló ante todos Steph y su hijo Charlie se mudaron de nuevo con Lyn. Stephanie se fue de la casa después de ser encontrada culpable de la muerte de Ringo y sentenciada a pasar 6 años en prisión.
A finales del 2010 la casa se incendió, por lo que a principios del 2011, Lyn, Charlie y Summer Hoyland se mudaron a la casa no. 32 con Michael y Natasha Williams. Más tarde Lyn, Charlie y Summer se mudan de nuevo después de que la casa es reparada, pero en el 2011 Lyn y Charlie deciden mudarse a Béndigo para que estén más cerca de Steph mientras que Summer se muda con los Kennedy. 
Poco después Kyle Canning, Jade Mitchell y Mark Brennan se mudan a la casa. Más tarde Mark se muda después de que decidiera entrar a protección a testigos, sin embargo poco después descubrieron que Mark había sido asesinado. En el 2012 el primo de Kyle se mudó a la casa y Jade se mudó en octubre luego de que se fuera a Los Ángeles, poco después a la casa se muda Rhys Lawson el nuevo doctor del Hospital Erinsborough High quien murió en el 2013. 

#### Residentes actuales
| Actor                | Personaje      | Duración        |
| -------------------- | -------------- | --------------- |
| Christopher Milligan | Kyle Canning   | 2011 - presente |
| Colette Mann         | Sheila Canning | 2013 - presente |
| Zoe Cramond          | Amy Williams   | 2015 - presente |
| Darcy Tadich         | Jimmy Williams | 2015 - presente |
| Lilly Van der Meer   | Xanthe Canning | 2016 - presente |

### Casa N.º 28

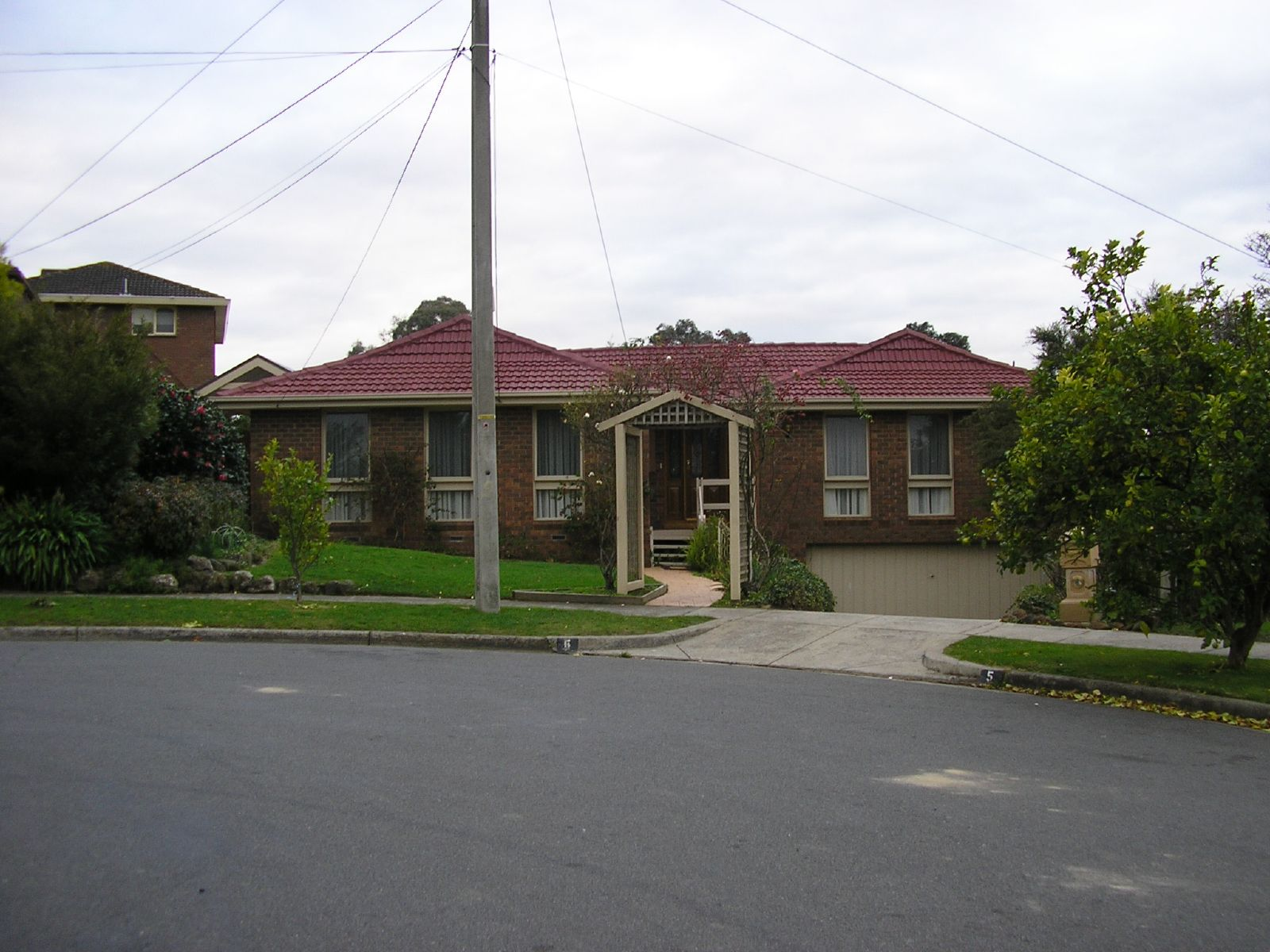
Casa no. 28 donde la familia Kennedy vive

Esta casa es propiedad de Susan Kennedy, quien vive ahí con su esposo Karl, su hijastro Zeke Kinski y una gran variedad de mascotas. El aspirante a futbolista Ringo Brown se mudó con ellos luego de que su hermano mayor Frazer se fuera a Europa. Durante un tiempo también tuvieron de huésped a la estudiante de intercambio Sunny Lee.
En el 2009 después de que su matrimonio con Dan se acabara, Libby y su hijo Ben se mudaron de nuevo a la casa. Ringo se fue por un tiempo para ver si todavía podía entrar en el curso para convertirse en paramédico, sin embargo luego regresó.
En el 2010 después de que Ringo y Donna se casaran y regresarán de su luna de miel Donna se mudó con los Kennedy. Poco antes Ben se había mudado luego de irse a estudiar a la ciudad. En octubre del mismo año Ringo murió luego de ser atropellado por Stephanie Scully.
A finales de enero del 2011 Donna se mudó de la casa y se fue a vivir a Nueva York después de haber sido aceptada en una escuela de modas. En marzo del mismo año  Zeke se mudó a Londres después de ser aceptado en la Universidad de Economía. Más tarde en el 2011, Summer Hoyland se muda con los Kennedy, posteriormente Libby seva a visitar a su hijo y Susan se muda cuando se separa de Karl.

#### Residentes actuales
| Actor            | Personaje     | Duración                     |
| ---------------- | ------------- | ---------------------------- |
| Alan Fletcher    | Karl Kennedy  | 1994 - 2004, 2006 - presente |
| Jackie Woodburne | Susan Kennedy | 1994 - 2012, 2013 - presente |
| Meyne Wyatt      | Nate Kinski   | 2014 - presente              |
| Felix Mallard    | Ben Kirk      | 2015 - presente              |

### Casa N.º 30

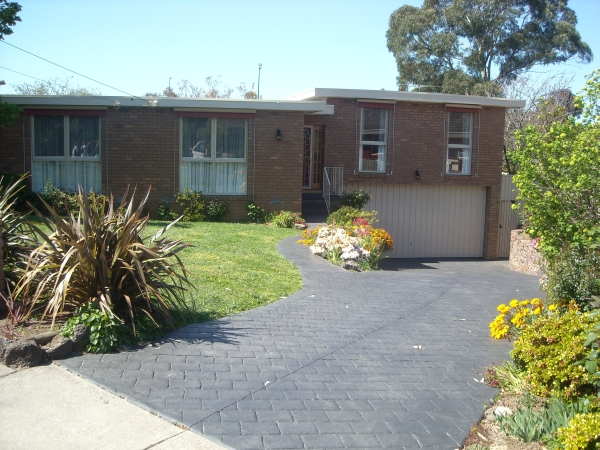
Casa no. 30

Jarrod "Toadfish" Rebecchi es el único dueño de la casa, luego de que Stuart Parker y Connor O'Neill se fueran de Erinsborough. Jarrod vive ahí con su hijo Callum Jones. Anteriormente vivieron ahí Daniel Fitzgerald, Lucas Fitzgerald, la esposa de Dan, Libby Kennedy, el hijo de esta Ben Kirk y la mascota Rocky. Sin embargo Dan dejó la casa luego de que su matrimonio con Libby terminara. 
En octubre del 2009 Lou Carpenter se mudó, luego de que Lyn le pusiera como una condición para que el volviera a trabajar a la tienda Harold, poco después Lou se mudó a la casa 24 luego de convertirse en el guardián de los Ramsay, antes de que Kate obtuviera esta. 
Después de que supiera la verdad acerca del verdadero padre del bebé que está esperando Stephanie Scully, decidió mudarse de nuevo con su madre a la casa número 26 y se llevó a Charlie con ella. Más tarde en el 2010 después de salir ya por un largo tiempo con Sonya, ambos deciden que es momento de vivir juntos y se muda con Toadie y Callum. En el 2011 cuando la hermana de Sonya, Jade Mitchell llegó Toadie la invitó a quedarse con ellos. Más tarde cuando Toadie descubre que Sonya es la madre biológica de Callum termina su relación con ella y Sonya y Jade se mudan. Poco después Toadie y Sonya se reconcilian y ella regresa a vivir a la casa. En el 2012, Georgia Brookes, la prima de Toadie y finalmente se va en el 2014 luego de que se casa.

#### Residentes actuales
| Actor             | Personaje         | Duración                     |
| ----------------- | ----------------- | ---------------------------- |
| Ryan Moloney      | Toadfish Rebecchi | 1998 - 2006, 2008 - presente |
| Eve Morey         | Sonya Mitchell    | 2010 - 2011, 2011 - presente |
| Scarlett Anderson | Nell Rebecchi     | 2013 - presente              |
| Carla Bonner      | Stephanie Scully  | 2010, 2015 - presente        |

### Casa N.º 32
Originalmente la casa tenía el número 19, cuando Nell Mangel y su nieta Jane Harris se mudaron. En 1987 Harold Bishop vivió ahí como huésped antes de casarse con Madge Mitchell y mudarse con ella. En 1988 Joe Mangel, su hijo Toby Mangel y su perro Bouncer se mudaron.
En 1989 Jane se fue tras romper su compromiso con Des Clarke, mientras que Kerry Bishop y su hija Sky se mudaron luego de que Kerry se comprometiera con Joe. Matt Robinson vivió ahí como huésped, luego se mudó a Adelaide con su madre. En 1990 Kerry murió luego de ser abaleada por unos cazadores de patos; durante este tiempo Melanie Pearson se mudó con Des y vendió la casa número 28 a los Willis. 
En el 2004 Steph Scully compró la casa con su entonces marido Max Hoyland. 
Libby Kennedy y su hijo Ben Kirk se mudaron a principios del 2009, luego de que Libby se casara con Daniel Fitzgerald. Por un tiempo a finales de marzo del 2009 Rebecca y su hijo Declan Napier se mudaron a la casa 32 con Steph, Charlie y Ty Harper tras tener un desacuerdo con la familia Parker, sin embargo a finales de abril se mudron con los Parker a la casa número 27.
Ty Harper se mudó a Londres con su novia Rachel Kinski, su hermano Zeke Kinski se mudó con Steph y Charlie en junio, luego de que Karl y Susan Kennedy le prohibieran iniciar una relación con la nueva estudiante Sunny Lee, ya que eran como hermanos; sin embargo más tarde Zeke regresó a vivir con ellos. Steph y Charlie compraron la casa número 26 y se mudaron. Libby y Dan planeaban comprar la casa pero los planes se pospusieron. 
La casa estuvo desocupada por algún tiempo, sin embargo en el 2010 Steph anunció que se la había vendido al nuevo director de Erinsborough High, Michael Williams quien se mudó con su hija Natasha. A principios del 2011, Lyn Scully, Charlie y Summer Hoyland se mudaron temporalmente con los Williams mientras su casa era reparada, después de incendiarse a finales del 2010. En el 2013 Lucas y Vanessa decidieron mudarse para iniciar una nueva vida con su hijo Patrick.

#### Residentes actuales
| Actor           | Personaje               | Duración        |
| --------------- | ----------------------- | --------------- |
| Kate Kendall    | Lauren Carpenter-Turner | 2013 - presente |
| Olympia Valance | Paige Novak             | 2014 - presente |

## Fuera de Ramsay Street

### Lassiter Penthouse (departamento)
En el 2013 Paul decide mudarse de su casa al penthouse del hotel Lassiter, poco después su sobrina Kate Ramsay se muda con él. En el 2014 su sobrino Daniel se muda.

### Casa N.º 44
Es el antiguo departamento de Susan Kennedy, en el 2013 Lucas Fitzgerald renta el departamento y él, Vanessa Villante y su hijo Patrick Fitzgerald-Villante se mudan y más tarde ese mismo año deciden mudarse.